# 洛河镇 (平利县)
洛河镇，是中华人民共和国陕西省安康市平利县下辖的一个乡镇级行政单位。

## 行政区划
洛河镇下辖以下地区：
洛河街村、丰坝村、安坝村、牌楼街村、双垭村、莲花台村、狮子坝村、线河街村、三关店村、南坪街村、岱峡河村、三坪村、清水河村和六一村。